# Ахмедов, Вахид Газымамед оглы
Вахид Газымамед оглы Ахмедов (азерб. Vahid Qazməmməd oğlu Əhmədov; род. 2 апреля 1947 года, посёлок Конагкенд, Губинский район, Азербайджанская ССР) — государственный и политический деятель. Депутат Милли Меджлиса Азербайджанской Республики III, IV, V, VI созывов, член комитета по экономической политике, промышленности и предпринимательству Милли Меджлиса. Заместитель премьер-министра Азербайджана с мая 1992 года по декабрь 1993 года.

## Биография
Родился Вахид Ахмедов 2 апреля 1947 году в посёлке Конагкенд, ныне Губинского района республики Азербайджан. В 1965 году завершил обучение в средней школе в Гяндже с золотой медалью. С 1965 по 1971 годы проходил обучение в Азербайджанском политехническом институте, получил специальность инженер-энергетик. С 1989 по 1992 годы обучался в Боннском институте менеджмента в Германии, получив международный диплом менеджера-экономиста.
С 1967 по 1971 годы работал рабочим, затем мастером цеха, а позже начальником цеха на машиностроительном заводе имени Шмидта (ныне имени Саттархана).
С 1971 по 1972 годы служил в рядах Советской Армии. После окончания военной службы вернулся на машиностроительный завод, где с 1972 по 1977 годы работал в должности начальника цеха. В 1977 году перешел на Бакинский Радиозавод, где продолжил трудовую деятельность на должностях начальника цеха, начальника производственного отдела.
С 1981 по 1983 годы работал главным инженером в Бакинском производственном объединении станкостроения.
С 1983 по 1986 годы был генеральным директором машиностроительного завода имени «Бакинский рабочий», в 1986 году — Кешлинского машиностроительного завода, в 1989 году-производственного объединения «Бакнефтмаш».
В конце 1980-х годов был членом бюро Низаминской районной организации Коммунистической партии Азербайджана.
В 1991 году участвовал в подготовке акта независимости Азербайджана, проголосовал за независимость Азербайджана. В 1991 году был одним из 43 депутатов, проголосовавших против сохранения СССР.
Указом Президента Азербайджанской Республики от 23 апреля 1992 года № 694 назначен заместителем премьер-министра Азербайджанской Республики. 16 мая 1992 года был назначен первым заместителем премьер-министра Азербайджанской Республики. 18 мая 1992 года вновь утверждён в этой должности. 29 апреля 1993 года продлены его полномочия в этой должности. 9 декабря 1993 года освобождён от занимаемой должности первого заместителя премьер-министра Азербайджанской Республики.
В 1990 году был избран депутатом Верховного Совета Азербайджанской ССР по избирательному округу № 53 «Гянджлик» Низаминского района города Баку. С 2005 года постоянно избирался в Национальное Собрание Азербайджана. Являлся депутатом III, IV, V созывов.
В 2012 году способствовал разрешению возникшего конфликта между жителями города Губа и тогдашним главой Губинского района Хабибовым.
На выборах в Национальное собрание Азербайджана VI созыва, которые прошли в 9 февраля 2020 года, баллотировался по Губинскому избирательному округу № 52. По итогам выборов одержал победу и получил мандат депутата Милли Меджлиса Азербайджанской Республики. С 10 марта 2020 года приступил к депутатским обязанностям. Является членом комитета по труду и социальной политике, членом комитета по региональным вопросам Национального парламента.
Вахид Ахмедов — доктор технических наук. Автор около 300 научных статей. Его 72-х страничная работа «Предприниматель-Менеджмент» была опубликована на азербайджанском языке в 2000 году.
Женат, имеет двоих детей.

## Награды
- Орден «Слава» (Азербайджан),
- «Заслуженный инженер Азербайджанской ССР».

## Память
- Имамеддин Закиев написал о Вахиде Ахмедове в 2001 году документальную повесть «Дорога, начинающаяся в Гостином дворе».